# 大越國家社會黨
大越國家社會黨，簡稱國社黨（Quốc-xã Đảng），是一個活躍於20世紀的越南反共主義政黨和革命組織。

## 歷史

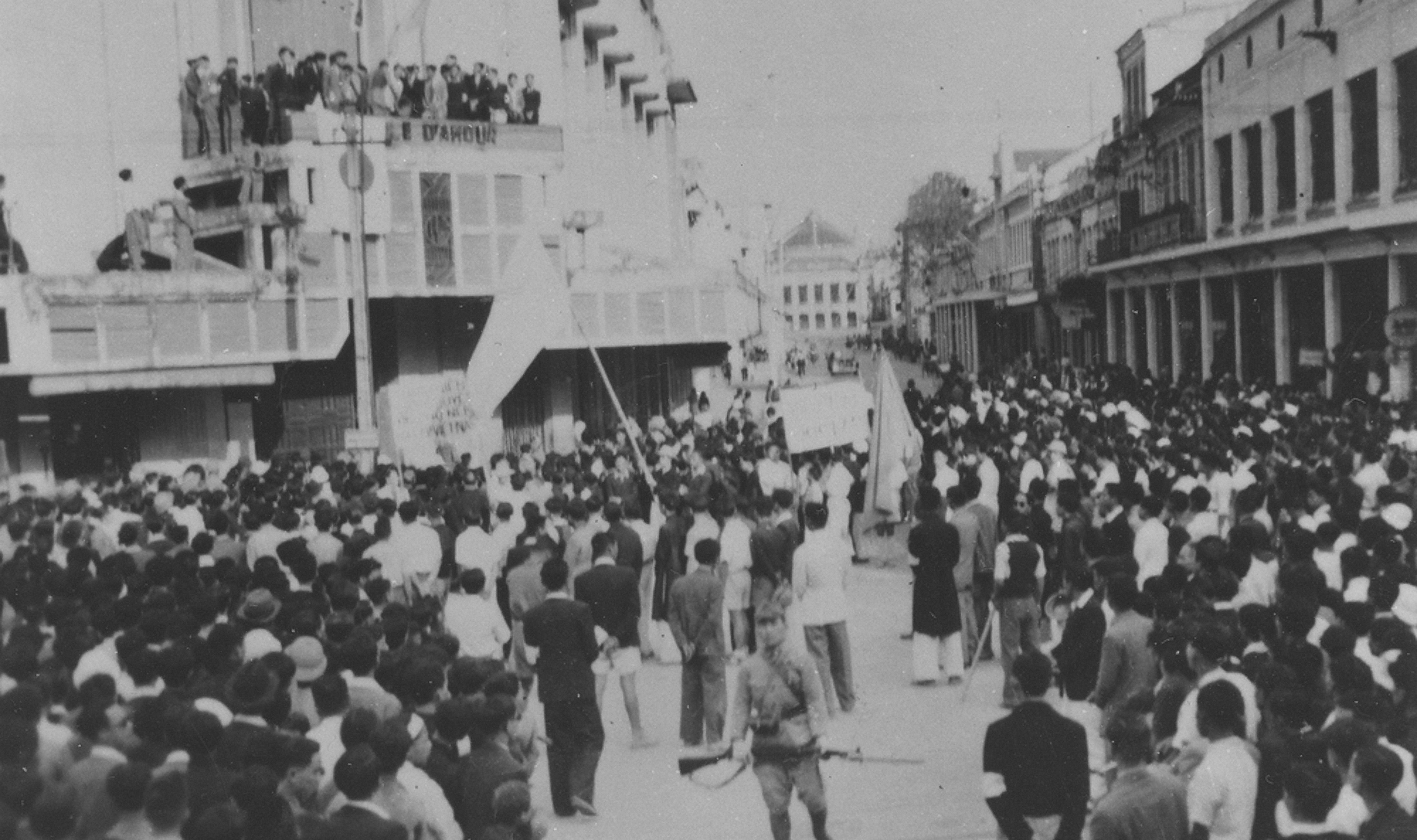
1945年03月13日河內市钱场街，安南青年會歡迎獨立之諭。

1940年，法国沦陷，納粹德國在贝当元帅的協助下，建立了傀儡政權维希法国。日军趁法國戰敗入侵法属印度支那并完全控制该地，但是宣布效忠维希法国的法国殖民政府仍然存留。随着轴心国在第二次世界大战中的战况趋于恶化，日本内部出现了解散维希殖民政府的意见。
1944年8月22日贝当被纳粹逮捕，并从维希押解到德国南部小镇西格马林根，维希法國灭亡。不久，戴高乐领导的法兰西共和国临时政府从阿尔及尔迁入巴黎。此时，印度支那虽然在日本侵略军的占领之下，由日本监控下的法属印度支那总督让德句当局仍实行直接的殖民管理。但是，驻扎在印度支那的约5万人法国殖民军（其中欧洲人约1.2万）没有完全接受日本军队的指挥。随着印度支那法国殖民军和法国殖民当局逐渐倒向戴高乐政府，日本开始陆续向印度支那增兵。
截止1945年1月，日本在印度支那的兵力已经从3.5万人增加到6万人。为防止法国殖民军配合盟军登陆，免除腹背受敌之虞，日本先是支持保大成立“越南帝国”，以实现越南“独立”为名，要求法国印度支那殖民军服从日本军队的指挥。日本第38军制定了推翻法属印度支那政府的作战计划，称明号作战。
當日本人在桂南會戰中攻佔了廣西省龍州縣時，法國在1940年6月22日與納粹德國簽署了第二次貢比涅停戰協定，在法國未被佔領的地區建立了維琪政府，維琪法國亦控制了大量法國的海外殖民地，包括中南半島。1937年中日戰爭爆發以來，英美兩國透過援蔣路線軍事支援中國。而通過法屬印度支那是四條路線中最重要的一條。公路已被封鎖，但仍有一條鐵路線容許物資從海防市被運送到雲南，雖然日軍多次進行轟炸，但鐵路仍然被開放。
日本趁法國戰败，開始向德國的傀儡政權維琪法國政府施壓，要求關閉鐵路及在1940年9月5日，在华南方面军轄下編成印度支那派遣軍以入侵中南半島，由西村琢磨指揮，有一隊艦隊、航空母艦上的艦載機及駐海南島的岸基飛機提供支援。 
1940年9月22日，日本與維琪印度支那政府簽訂協議，以建立軍事基地及運輸權益，但限制只可以有6,000名日軍駐守印度支那，及在某一段時間內在整個殖民地最多可派駐25,000人，而且，協議的最後一份文件禁止日本陸、空及海軍從印度支那發動軍事進攻，除非得到雙方一致協議。但進駐變成了入侵，日軍發動戰爭。
1945年3月9日下午6时，日方大使松本俊一前往西贡，以商谈水稻交易为由会见了法屬印度支那总督让德句。在双方签署协定完毕后，松本向法方提出了最后通牒，要求法方在2小时内给予答复。让德句立即召集政府官员进行研究后，为了与河内方面继续研究对策，他请求日方放宽期限。
3月9日晚間9时，基于日军大本营的指令，日本軍第38军司令官土桥勇逸发起作战。9时20分，土桥勇逸下发“7·7·7”的总攻击令，第一轮战斗开始。21时25分，法方代表来到日军司令部要求停止敌对行动，被日方因拒绝答复最后通牒为由拒绝。21时55分，日军各个部队已经作好战斗准备。
1945年3月11日，阮朝保大帝宣布废除1884年的《第二次顺化条约》，從法屬印度支那獨立，並與日本合作。
4月17日，任命著名历史学家陈仲金为越南帝國首位內閣首相。新政權將法式地名改回安南式地名，將法國官員免職，拆掉法國人的銅像。
6月11日，保大帝發佈通告，要實現越南統一。
7月20日，經過與日軍談判，陳仲金在河內宣佈收回河內、海防和峴港三市主權，並任命陳廷來、武仲慶和阮科豐為河內、海防和峴港督理。 
南圻在歷史上為柬埔寨領土，17世紀以來逐漸被越南蠶食。1858年，法國發動南圻遠征，佔領南圻東三省。柬埔寨便與法軍取得聯繫，成為法國的保護國。此後，柬埔寨曾多次建議法國奪取西三省，並希望能將西三省還給柬埔寨。法國完全佔領南圻後，柬埔寨又多次與法屬交趾支那調整邊界，收復部分領土。
3月11日越南帝國宣佈獨立後，柬埔寨也緊隨其後於13日宣佈獨立。作為南圻的實際統治者，日軍同時收到了越南和柬埔寨兩方要求“收回南圻”的請求。為了慎重起見，日軍並未立即決定南圻的歸屬。
8月8日，陳仲金任命阮文參為南圻欽差，前往西貢和日軍談判，爭取收復南圻。12日，經過談判，日軍決定將南圻的主權移交給越南。14日，首相陈仲金正式宣布收回南圻，越南统一。但越南帝國在南圻的統治並未超過10天。

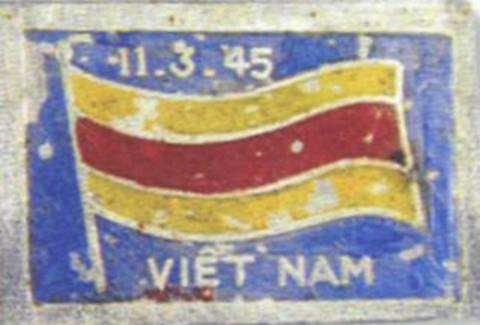
越南帝國獨立紀念章
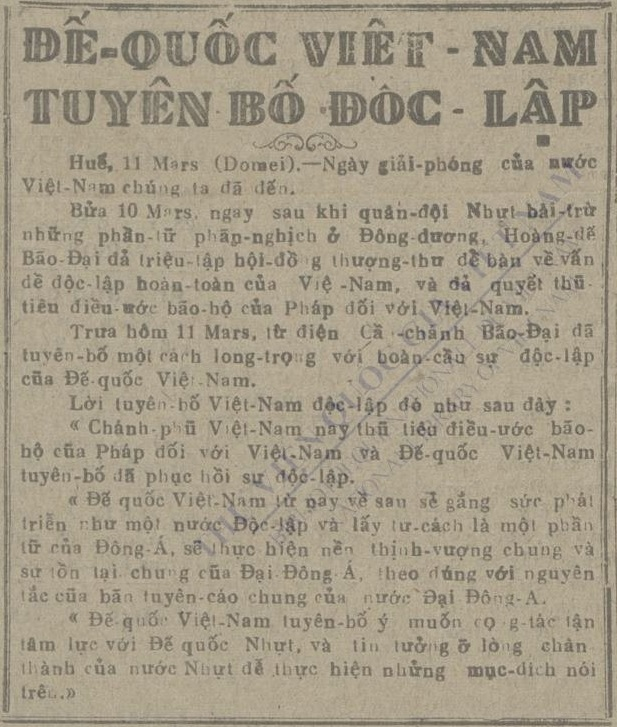
越南帝國
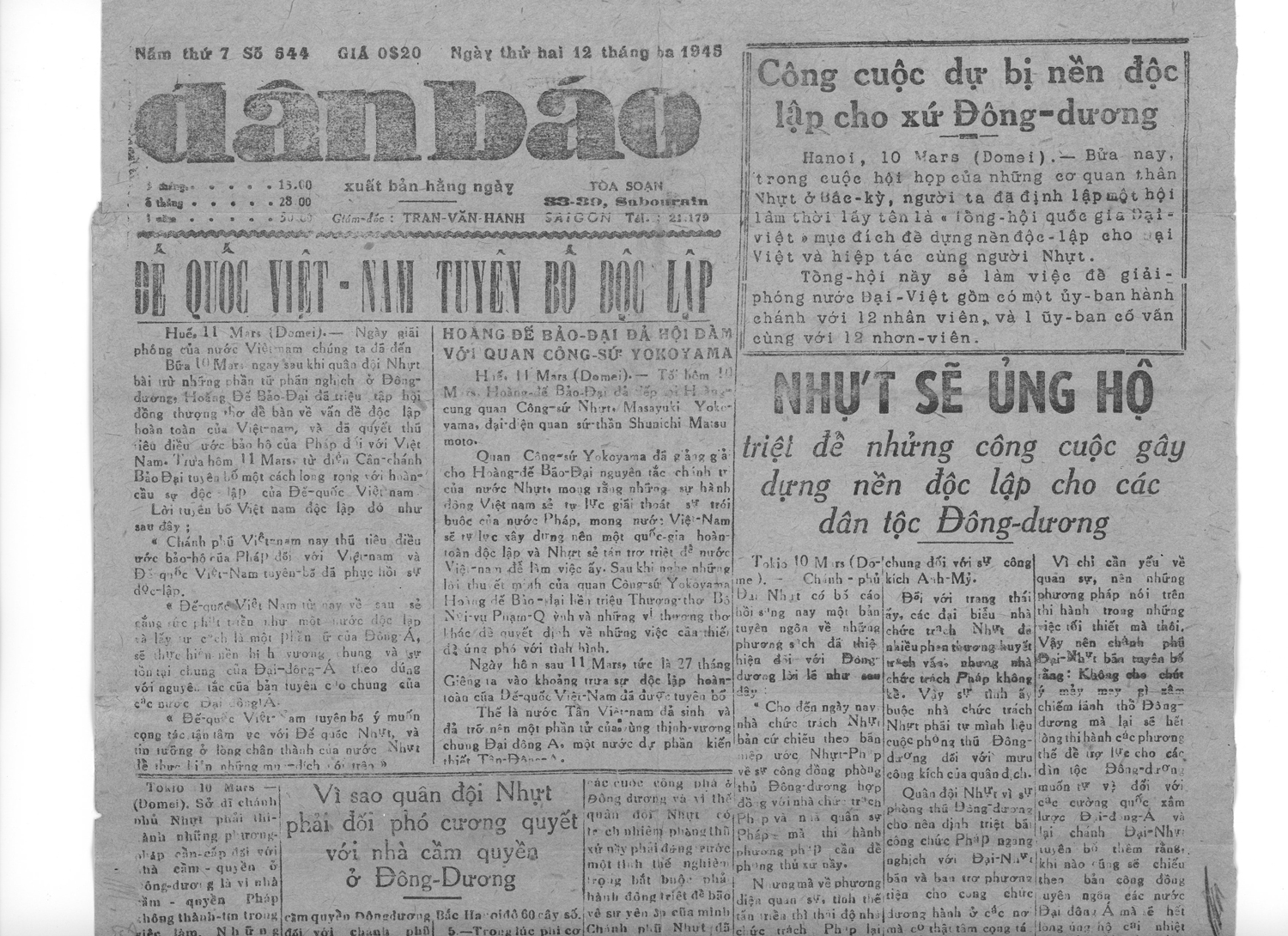
宣佈獨立
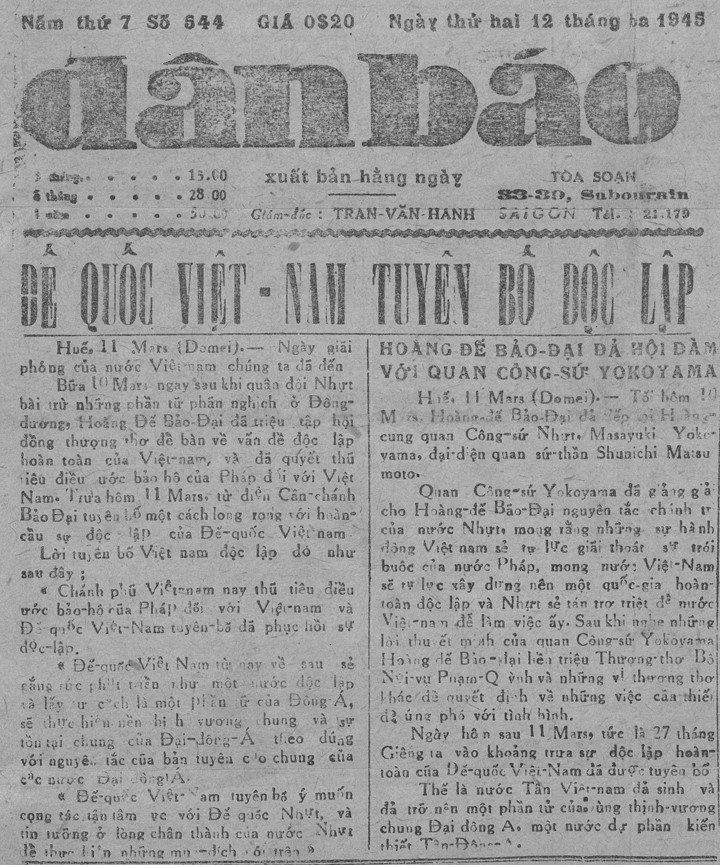
的公告

## 組織
法屬印度支那社會青年團的前身是安南青年會。安南青年會的前身是前線青年、解放青年、乞食青年、保安兵。安南青年會的旗帜是龙旌旗與中心是一顆黃色五角星（金星）標誌越南民族。

### 符號
- 黃色象征越南民族。
- 红色象征着争取独立的斗争。
- 五角星征着国社主义。

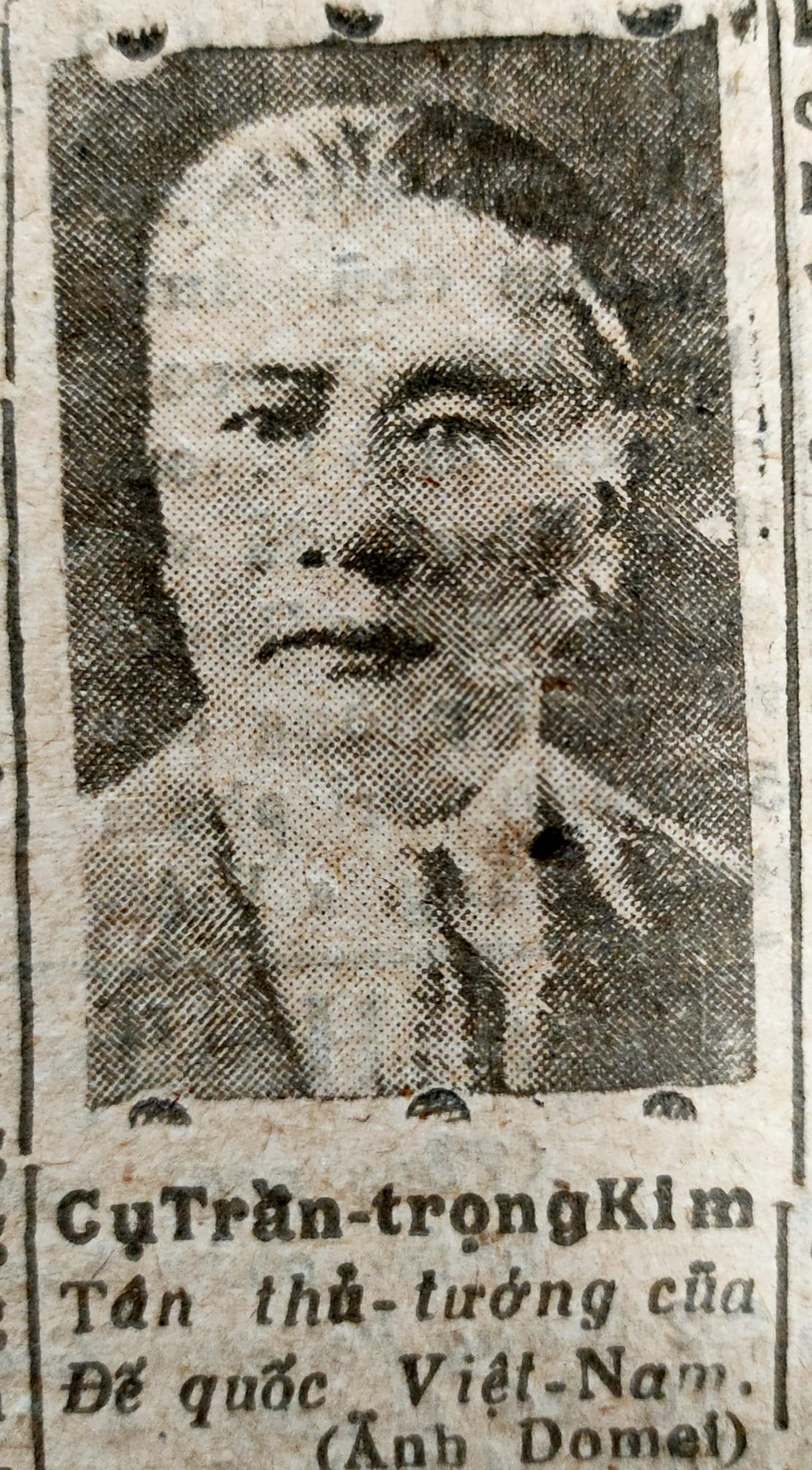
內閣總理大臣陳仲金號遺臣
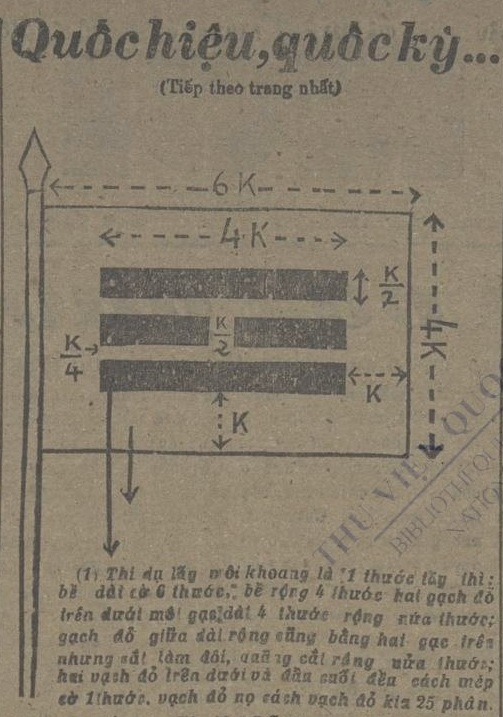
離卦旗設計圖
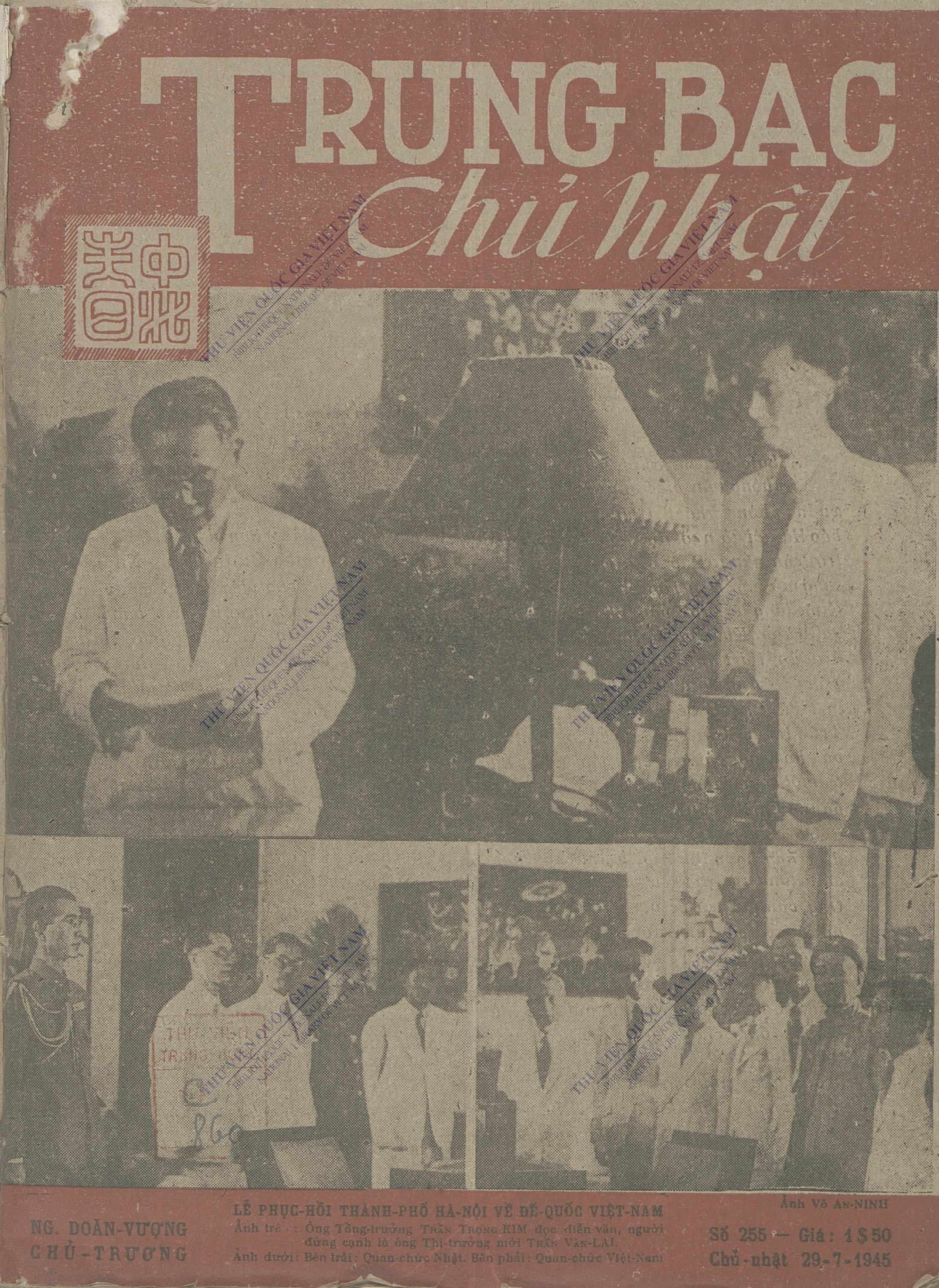
政府內閣敬告同胞國民和前線青年團同時羣衆
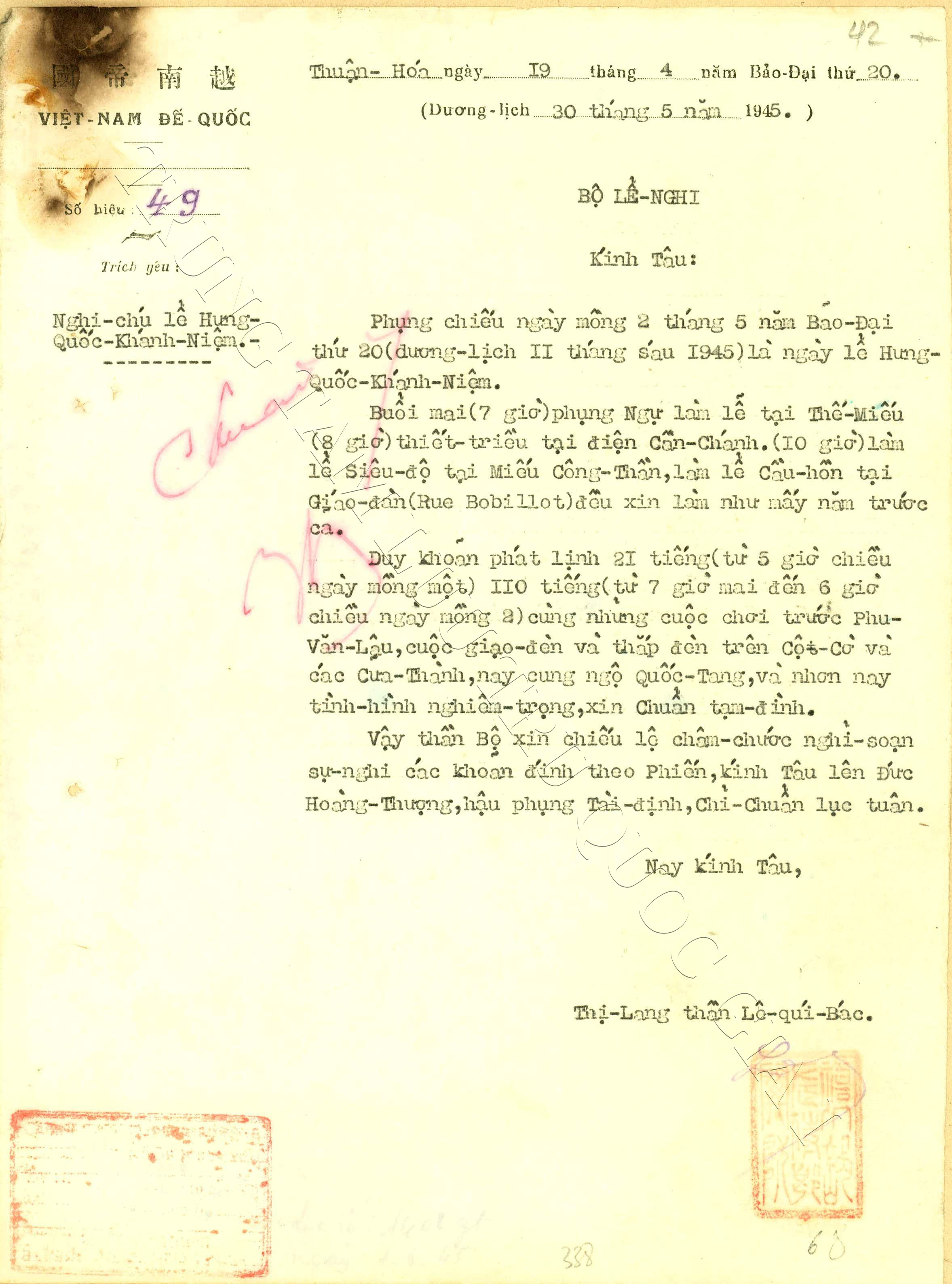
興國慶念之禮
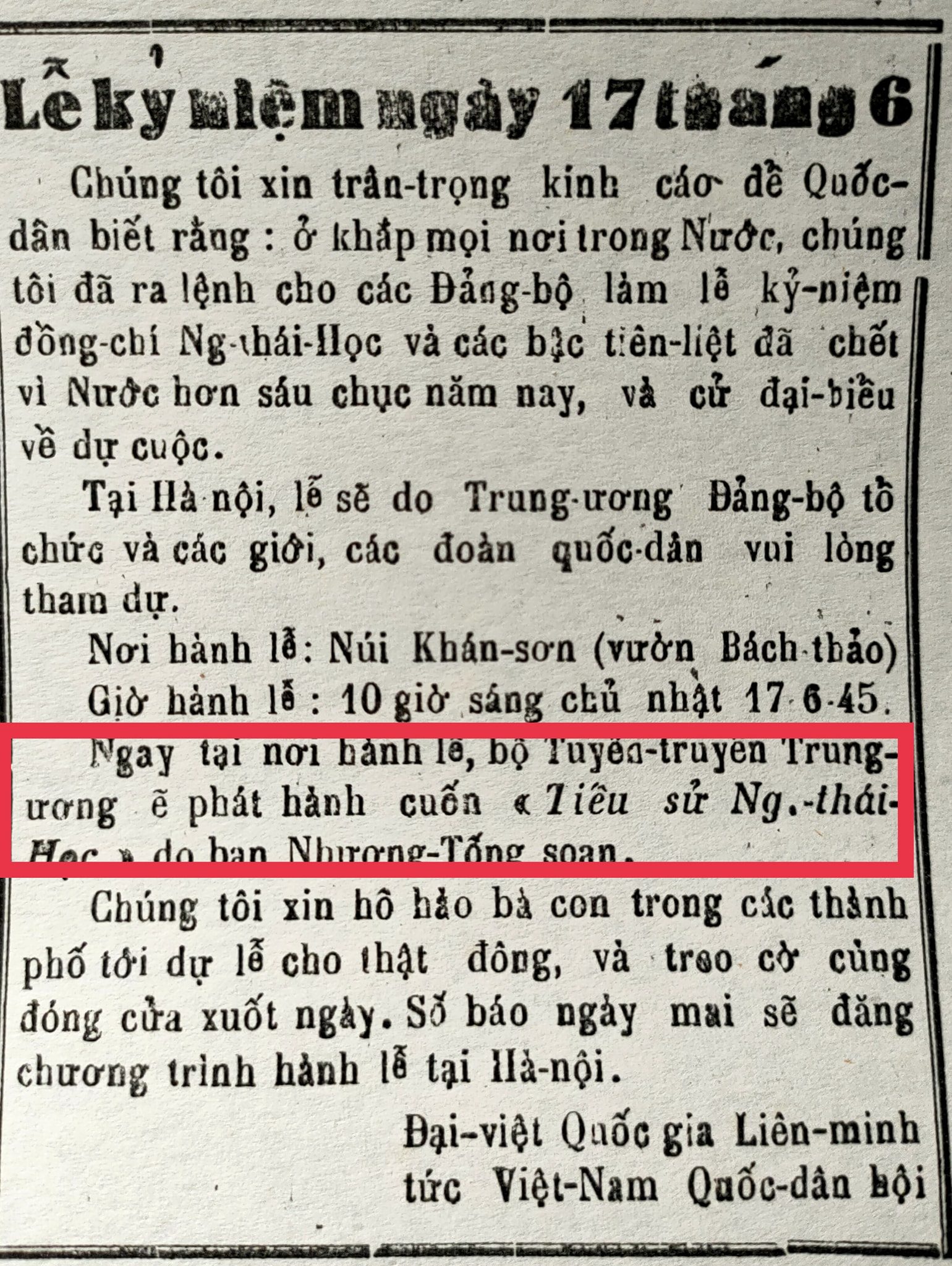
1945年越南國民會中央宣傳部纪念安沛总起義

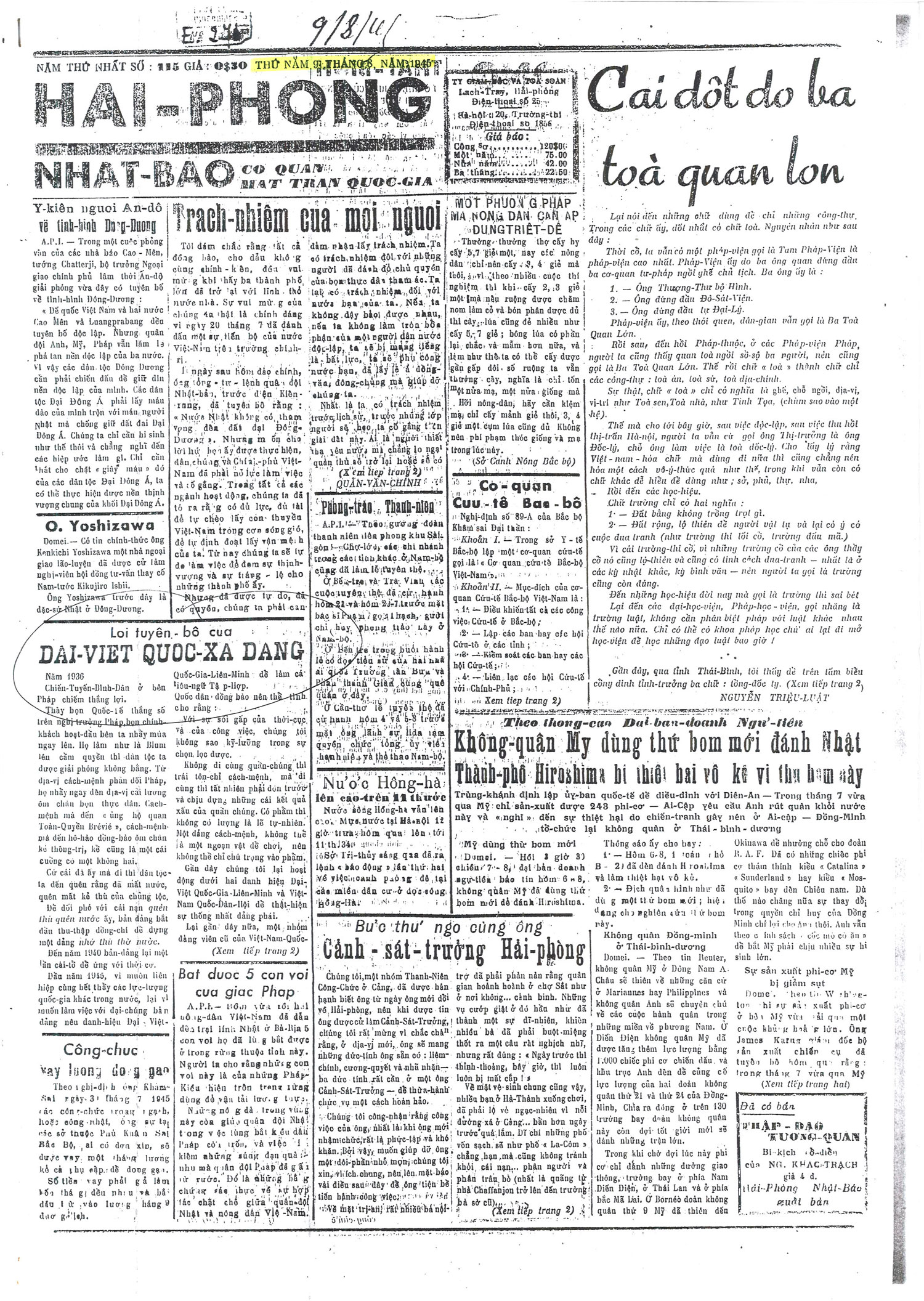
1945年08月09日115號《海防日報》，大越國家社會黨通告觧体大越國家聯盟與越南國民會，成立大越國家革命委員會。

## 文化
- 《八月的星》（Sao Tháng Tám）：1976年電影，越南電影製片公司。
- 《在哪裡愛已死》（Nơi tình yêu đã chết）：1993年電影，越南國家電視台。
- 《颶風中花》（Hoa trong bão）：1995年電影，越南國家電視台電視電影製片廠。
- 《獄中消失記》（Những ngày cuối cùng trong xà lim án chém）：2000年電影，河內視聽公司。
- 《赤色平明》（Bình minh đỏ）：2002年電影，河內視聽公司和河內廣播電視台。
- 《皇宮的黃昏》（Ngọn nến hoàng cung）：2004年電影，胡志明市電視電影製片廠。
- 《黃明道》（Con đường sáng）：2006年電影，河內廣播電視台。
- 《獨眼將軍阮平》（Độc nhãn tướng quân Nguyễn Bình）：2011年電影，奎宿电影制公司和胡志明市電視電影製片廠。
- 《河城正氣歌》（Bản hùng ca Hà Nội）：2020年話劇，越南國家劇院。
- 《停留人們》（Những người ở lại）：2020年話劇，河內戲劇電影大學。

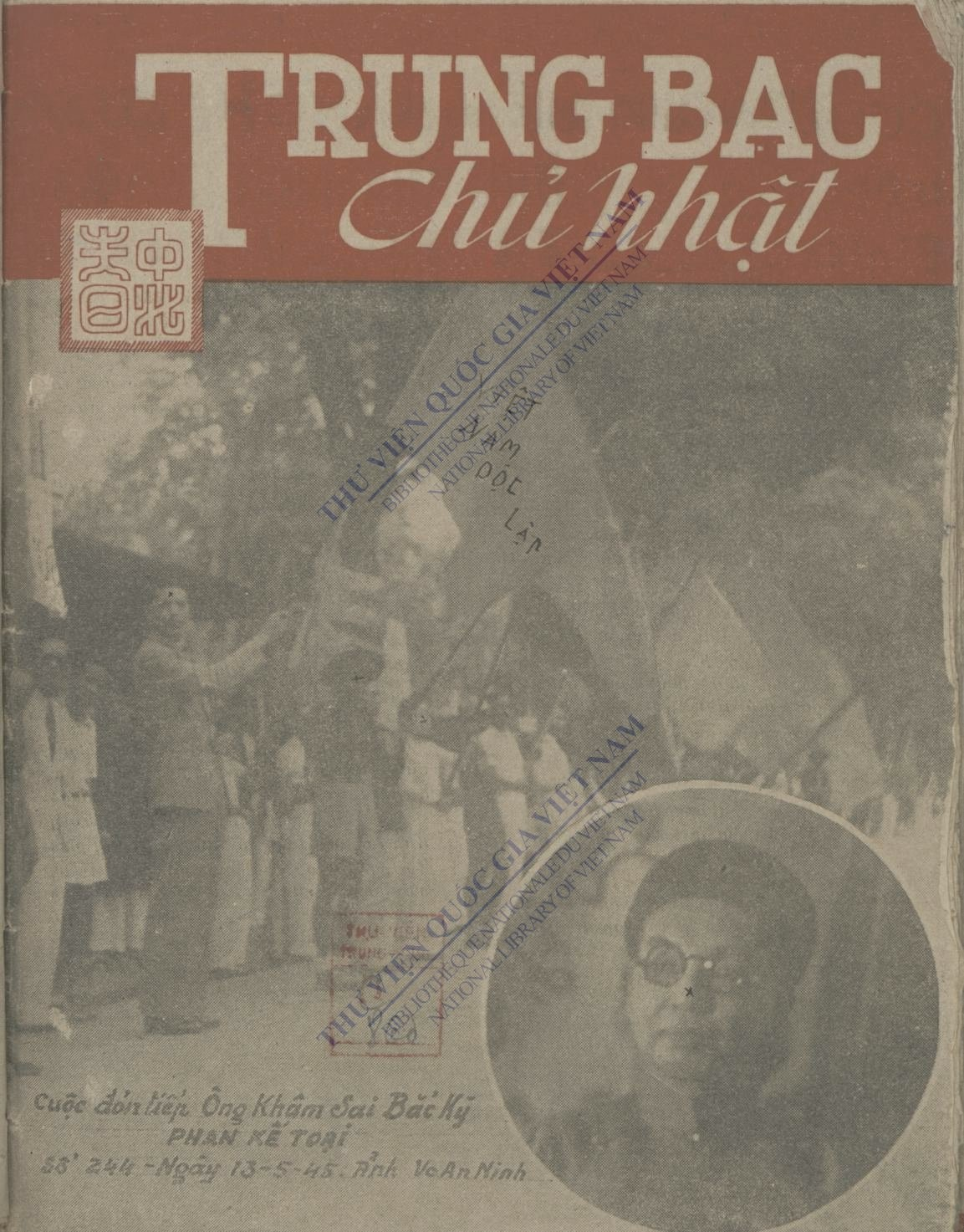
安沛总起義
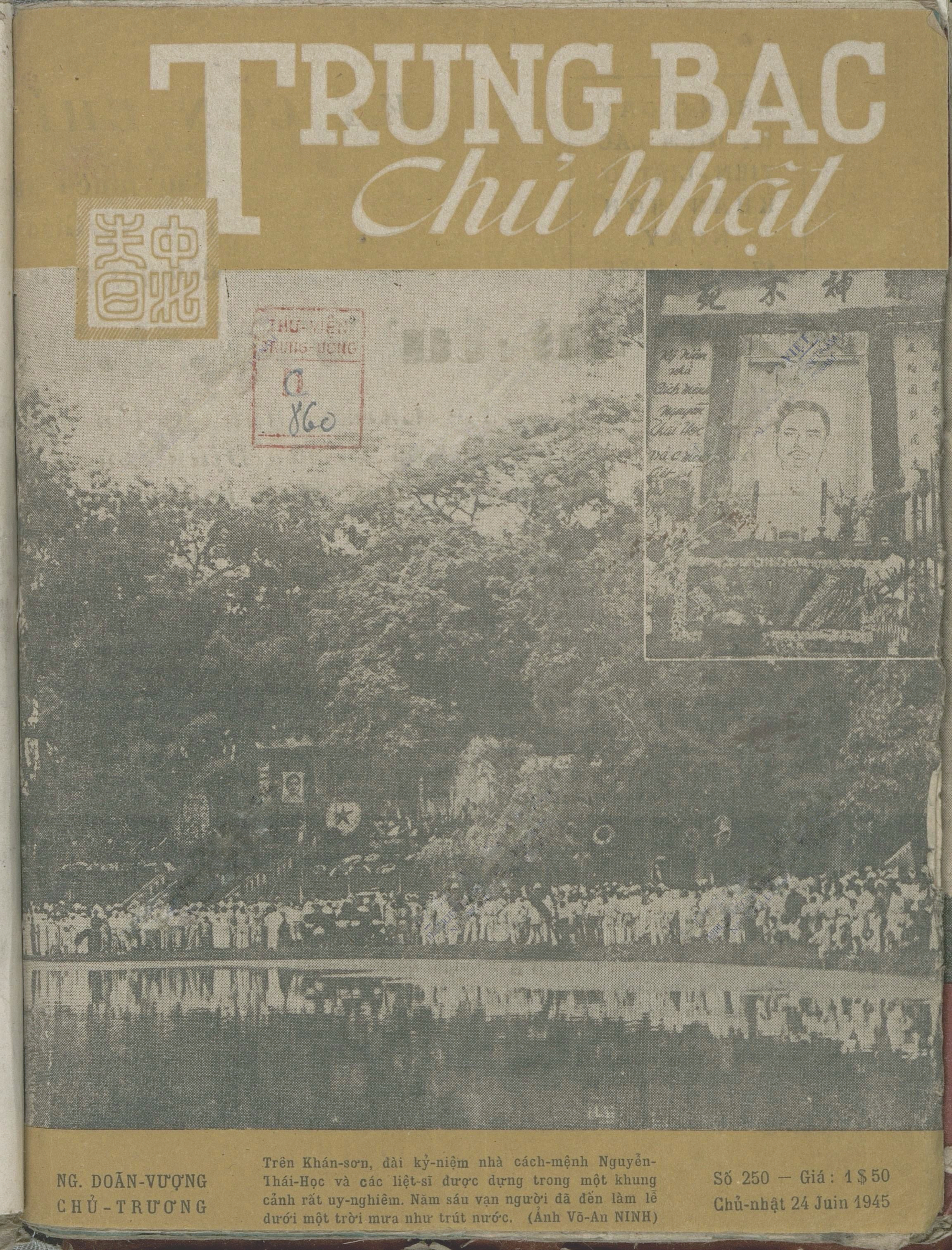
纪念会。
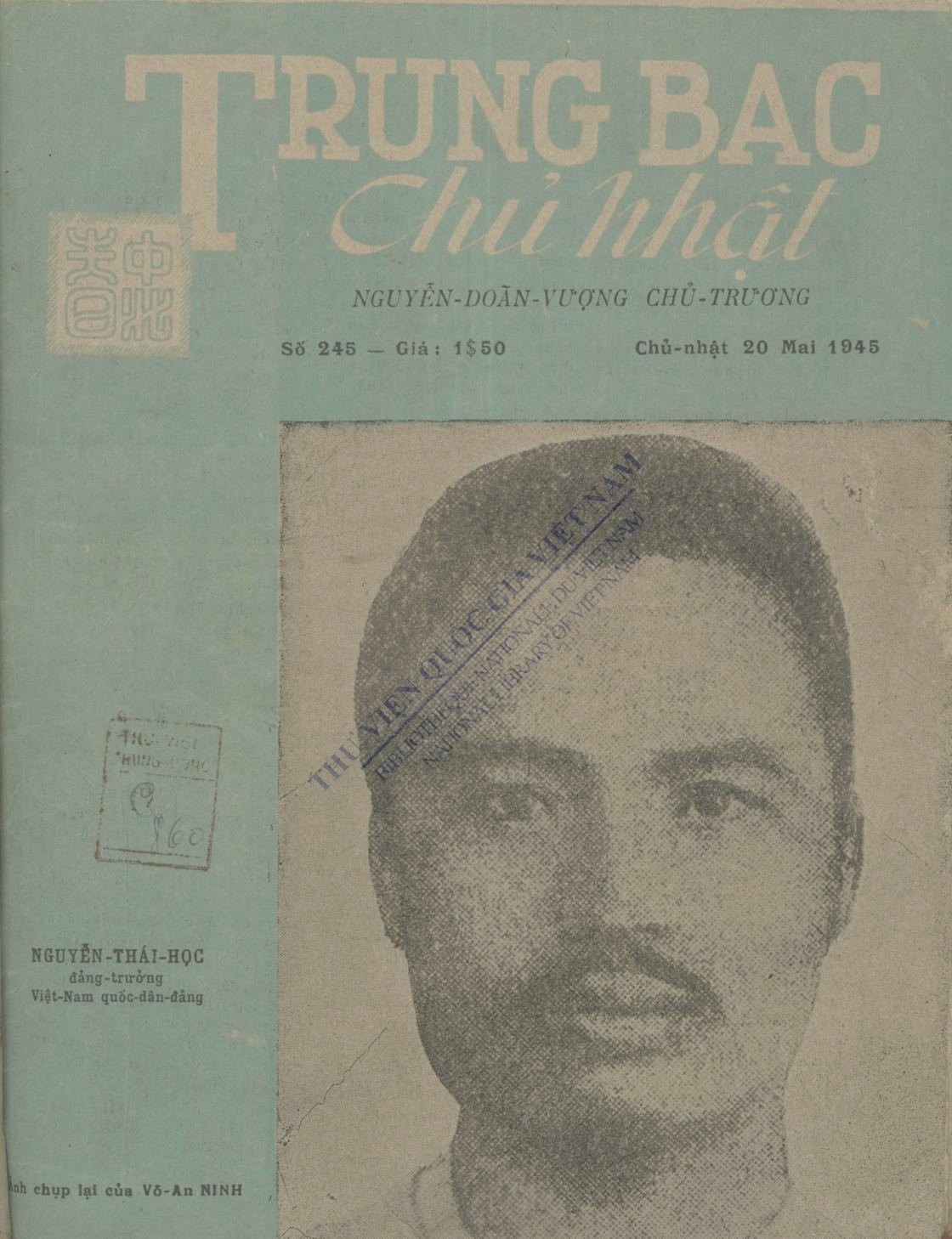
故領袖阮太學
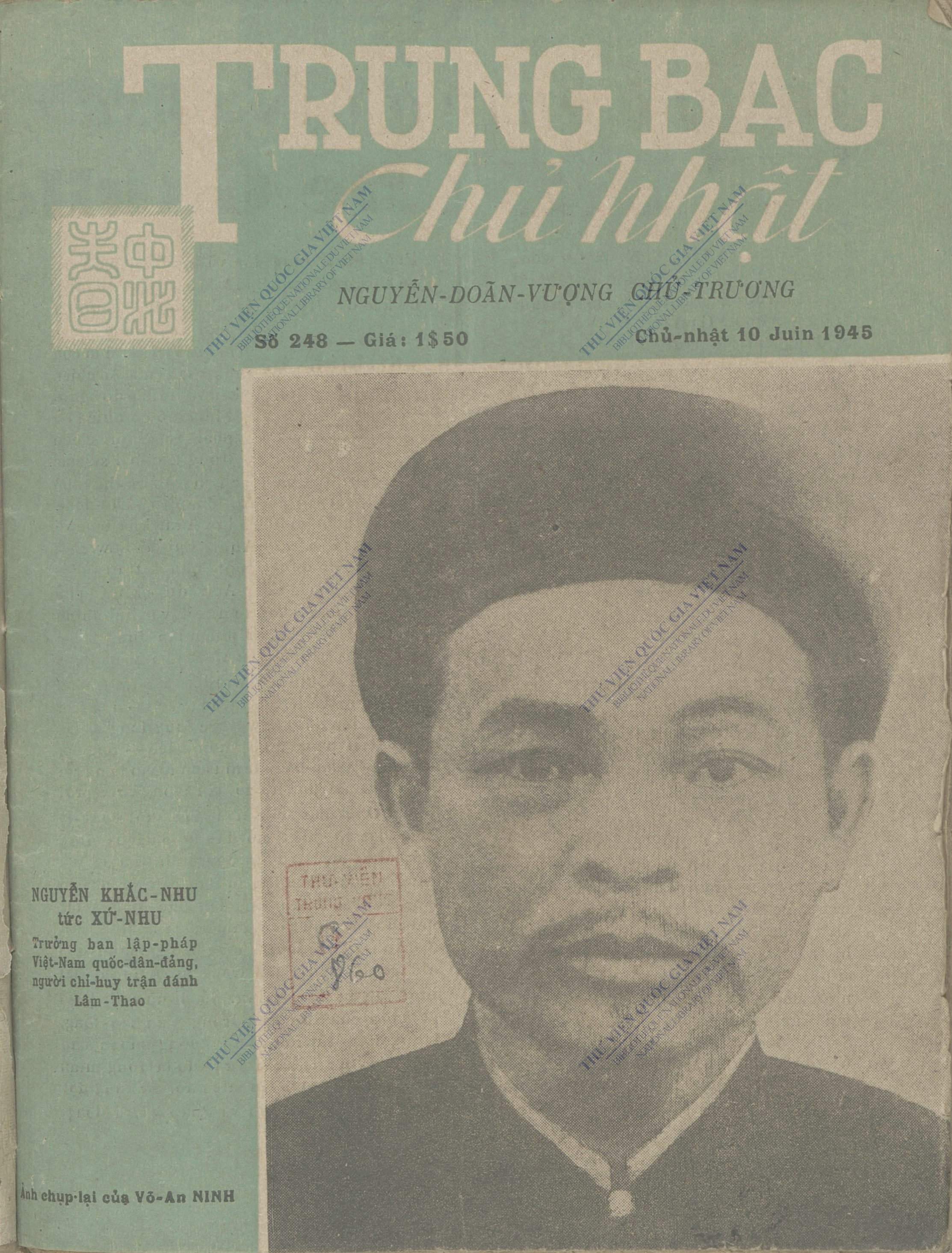
故志士阮刻瑈
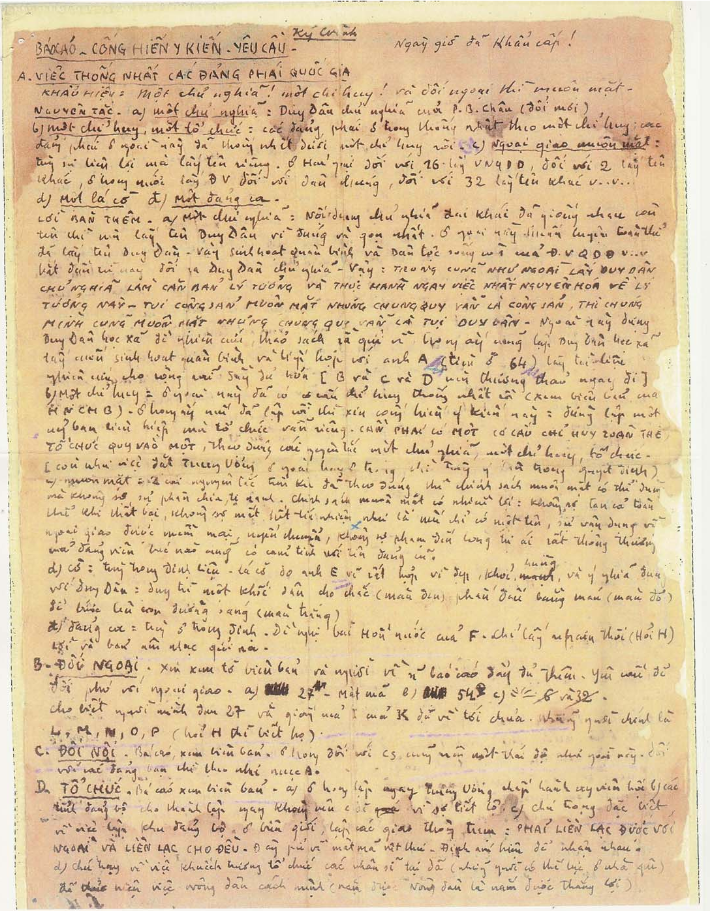
記呈（李東阿）1
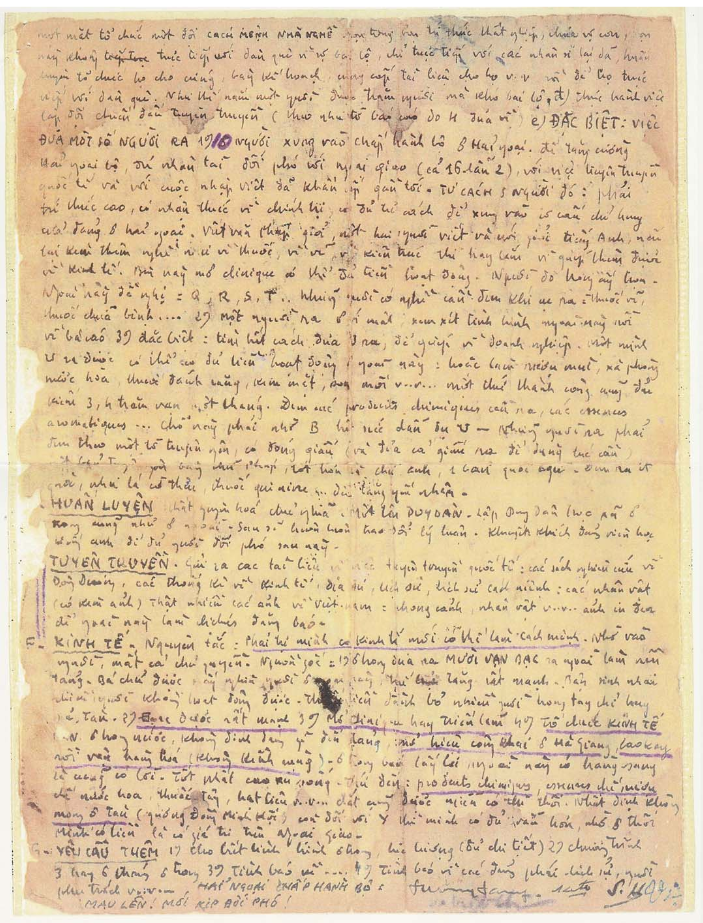
記呈（李東阿）2